# 들장미 (드라마)
《들장미》는 1976년 7월 1일부터 1977년 4월 3일까지 방영된 MBC 일일연속극이다.

## 등장 인물
- 김자옥 : 길녀 역
- 한인수 : 장학수 역
- 이효춘 : 혜란 역
- 정혜선 : 박여사 역
- 김상순
- 전운
- 김수미 : 보옥 역
- 나영진
- 안재은
- 오미연
- 김복순
- 김순의
- 이숙 : 여주댁 역